# Fernando Hernández (pallamanista)
Fernando Hernández Casado (Valladolid, 24 febbraio 1973) è un ex pallamanista spagnolo.

## Palmarès

### Olimpiadi
- 1 medaglia:
  - 1 bronzo (Atlanta 1996)